# Veľký Lapáš
Veľký Lapáš (maďarsky Nagylapás) je obec na Slovensku v okrese Nitra. Leží v západní části Žitavské pahorkatiny v nadmořské výšce 160 metrů, na silnici I/51 mezi městy Nitra a Vráble, sedm kilometrů východně od okresního města Nitra. V obci žije přibližně 2 100 obyvatel.

## Historie
První písemná zmínka o vesnici pod názvem Lapas je v Zoborské listině z roku 1113, kdy vesnice patřila k majetku zoborského kláštera. V roce 1156 ostřihomský arcibiskup přenechal desátky z této obce Ostřihomské kapitule. Ve 13. století získal majetky v obci Peter z janíkovské větve Ludanických. V sedmdesátých letech 16. století obec zničili Turci. Obyvatelé obce odváděli Turkům daně a desátky. V tomto období byl v obci jednokolový mlýn. Daňový soupis z let 1663–1664, kdy byla obec poplatná Turkům, ji zmiňuje pod názvem Nagy Lapás. Ve Velkém Lapáši bylo tehdy 55 zdaněných rodin a 39 obydlených domů. V 18. století byly časté vzpoury proti majitelům panství. Po zrušení poddanství skončil poddanský vztah a obyvatelé se stali zemědělskými dělníky. V roce 1831 umřelo jedenáct lidí na choleru. Jednotné roľnícke družstvo vzniklo ve Velkém Lapáši v roce 1957. V letech 1960–1990 tvořila obec s Malým Lapášem velkou obec Lapáš.

## Pamětihodnosti
- Římskokatolický gotický kostel Neposkvrněného početí Panny Marie. Zbarokizovaný byl v roce 1715, v roce 1750 byl opraven. V roce 2012 byla zrealizována přístavba kostela.

## Partnerská města
- Piliscsaba, Maďarsko